# 도창초등학교 (경기)
도창초등학교는 대한민국 경기도 시흥시에 있는 공립 초등학교이다.

## 학교 연혁
- 1938.06.07 소래 간이학교 설립 인가
- 1945.07.01 도창공립국민학교 인가(4학급)
- 1948.02.20 제1회 졸업식 거행(25명 졸업)
- 2003.09.01 18학급 편성(시흥매화초 22학급 분리 개교)
- 2003.10.31 보통교실 3실을 강당으로 개축, 강당 방송음향기기 및 부대시설 설치, 강당교실 냉·난방 시설 설치
- 2004.02.28 본관 32개 교실 냉·난방 시설 완공
- 2004.10.29 도서관 개관
- 2009.09.01 경기도교육청 혁신학교 지정
- 2012.02.15 제65회 졸업식(56명 졸업 - 졸업생 누계: 5,450명)
- 2012.03.01 제26대 김운기 교장선생님 취임
- 2012.03.01 14학급 편성. 특수학급 1학급, 유치원 1학급

## 참고 자료
- 도창초등학교 - 한국교육학술정보원 학교알리미